# Ctenus sanguineus
Ctenus sanguineus este o specie de păianjeni din genul Ctenus, familia Ctenidae, descrisă de Walckenaer, 1837. Conform Catalogue of Life specia Ctenus sanguineus nu are subspecii cunoscute.